# Ignis (wielerploeg)
Ignis was een Italiaanse wielerploeg, actief in de jaren 1955-1970. De hoofdsponsor was het Italiaanse bedrijf Ignis, producent van huishoudtoestellen, voornamelijk het zogenaamde witgoed: wasmachines, kookfornuizen, afwasmachines en koelkasten. De sponsoring hield op bij de overname van het bedrijf door het Nederlands bedrijf Philips in 1970. Op dit ogenblik maakt het deel uit van het Amerikaanse Whirlpool Corporation.
Het eerste optreden van Ignis beperkte zich tot de cosponsoring van de Spaanse ploeg in de Giro in 1955.
Vanaf 1956 was het een volwaardige ploeg onder de naam Ignis Varese. Lange tijd bleef Miguel Poblet het paradepaardje van Ignis.
Ignis was ook een belangrijke sponsor van baanrenners: Antonio Maspes, Fritz Pfenninger, Guillermo Timoner, Valentino Gasparella

## Bekende renners
- Pierino Baffi
- Ercole Baldini
- Emile Daems
- Adriano Durante
- Palle Lykke
- Imerio Massignan
- Gastone Nencini
- Arnaldo Pambianco
- Miguel Poblet
- Bernardo Ruiz